# Aeroportul Regional Rapid City
Aeroportul Regional Rapid City (IATA: RAP, ICAO: KRAP, FAA LID: RAP) este un aeroport din Dakota de Sud, Statele Unite ale Americii ce deservește zona Rapid City. Aeroportul a fost tranzitat în 2019 de 685.588 de pasageri. A fost numit după zona deservită.
Situat la o altitudine de 977 m, aeroportul dispune de 2 piste.

## Infrastructură

### Piste
Aeroportul dispune de 2 piste. Pista 05/23 are suprafața de asfalt și dimensiunile 3.601 picioare × 75 picioare. Pista 14/32 are suprafața de beton și dimensiunile 8.701 picioare × 150 picioare. 